# Il colore dei soldi (romanzo)
Il colore dei soldi (The Color of Money) è un romanzo del 1984 scritto da Walter Tevis, seguito de Lo spaccone.

## Trama
Il romanzo è ambientato 25 anni dopo il primo libro e prosegue il racconto della vita di Eddie Felson, detto Eddy lo svelto.
Felson dopo aver abbandonato il gioco si limita a gestire una propria sala biliardo e la vendita degli alcolici. Una sera in televisione viene trasmessa una gara di biliardo e vede un giocatore che gli ricorda fisicamente "Fats" e il ricordo del passato lo precipita in uno stato mentale tra l'eccitazione e il rimpianto. La parte migliore di lui, il suo talento era stato trascurato, sprecato. Tralasciando ogni impegno professionale e familiare Eddy parte alla ricerca dell'antico rivale, trovandolo infine nelle Florida Keys. Anch'egli è oramai lontano dal biliardo da tempo immemore. Minnesota spinto dall'ardore di Eddy decide di unirsi a lui in un nuovo viaggio itinerante attraverso l'America e le sale da gioco. Il vecchio rivale finisce per diventare il suo mentore, ma l'obiettivo vero sarà entrare dove girano tanti soldi: i tornei dei professionisti.

## Adattamenti
Il romanzo ha ispirato il film Il colore dei soldi nel 1986, diretto da Martin Scorsese e interpretato da Paul Newman, Tom Cruise e Mary Elizabeth Mastrantonio.